# Wenkbrauwmotmot
De wenkbrauwmotmot (Eumomota superciliosa) is een vogel uit de familie motmots (Momotidae).

## Verspreiding en leefgebied
Deze soort komt voor van zuidoostelijk Mexico en zuidelijk Mexico tot noordwestelijk Costa Rica en telt zeven ondersoorten:
- E. s. bipartita: zuidelijk Mexico tot westelijk Guatemala.
- E. s. superciliosa: zuidoostelijk Mexico.
- E. s. vanrossemi: centraal Guatemala.
- E. s. sylvestris: oostelijk Guatemala.
- E. s. apiaster: El Salvador, westelijk Honduras en noordwestelijk Nicaragua.
- E. s. euroaustris: noordelijk Honduras.
- E. s. australis: zuidwestelijk Nicaragua en noordwestelijk Costa Rica.

## Status
De grootte van de populatie is in 2019 geschat op 0,5-5 miljoen volwassen vogels. Op de Rode lijst van de IUCN heeft deze soort de status niet bedreigd.